# Niegosławice (gmina)
Niegosławice – gmina wiejska w województwie lubuskim, w powiecie żagańskim. W latach 1975–1998 gmina położona była w województwie zielonogórskim.
Siedziba gminy to Niegosławice.
Według danych z 30 czerwca 2004 gminę zamieszkiwało 4716 osób.

## Struktura powierzchni
Według danych z roku 2002 gmina Niegosławice ma obszar 136,11 km², w tym:
- użytki rolne: 64%
- użytki leśne: 21%

Gmina stanowi 12,03% powierzchni powiatu.

## Demografia

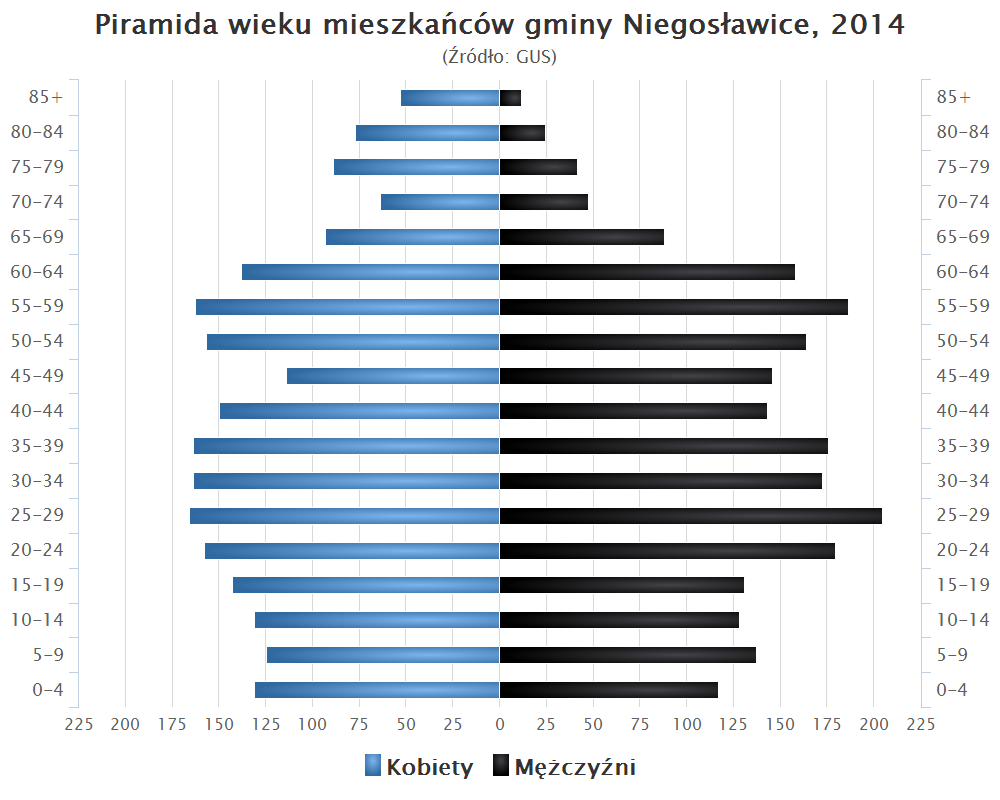
Piramida wieku mieszkańców gminy Niegosławice w 2014 roku

Dane z 30 czerwca 2004:
| Opis                              | Ogółem | Ogółem | Kobiety | Kobiety | Mężczyźni | Mężczyźni |
| --------------------------------- | ------ | ------ | ------- | ------- | --------- | --------- |
| jednostka                         | osób   | %      | osób    | %       | osób      | %         |
| populacja                         | 4716   | 100    | 2429    | 51,5    | 2287      | 48,5      |
| gęstość zaludnienia (mieszk./km²) | 34,6   | 34,6   | 17,8    | 17,8    | 16,8      | 16,8      |

## Sołectwa
Bukowica, Gościeszowice, Krzywczyce, Mycielin, Niegosławice, Nowa Jabłona, Przecław, Rudziny, Stara Jabłona, Sucha Dolna, Zimna Brzeźnica.

## Pozostałe miejscowości
Bukowiczka, Dworcowy Przysiółek, Jurzyn, Międzylesie, Nowa Bukowica, Nowy Dwór, Pustkowie, Wilczyce, Zagóra.

## Sąsiednie gminy
Gaworzyce, Nowe Miasteczko, Przemków, Szprotawa, Żukowice